# عجلون (محافظة)

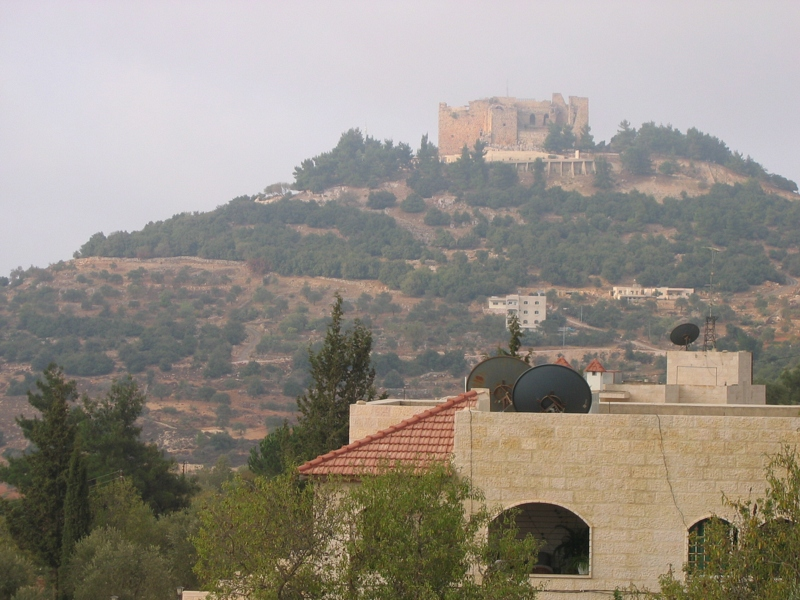
مدينة عجلون وقلعتها

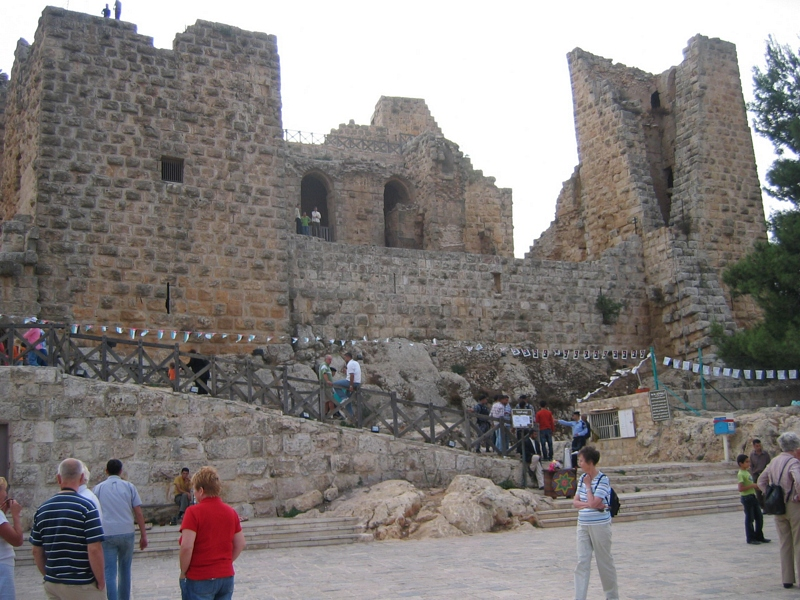
قلعة عجلون

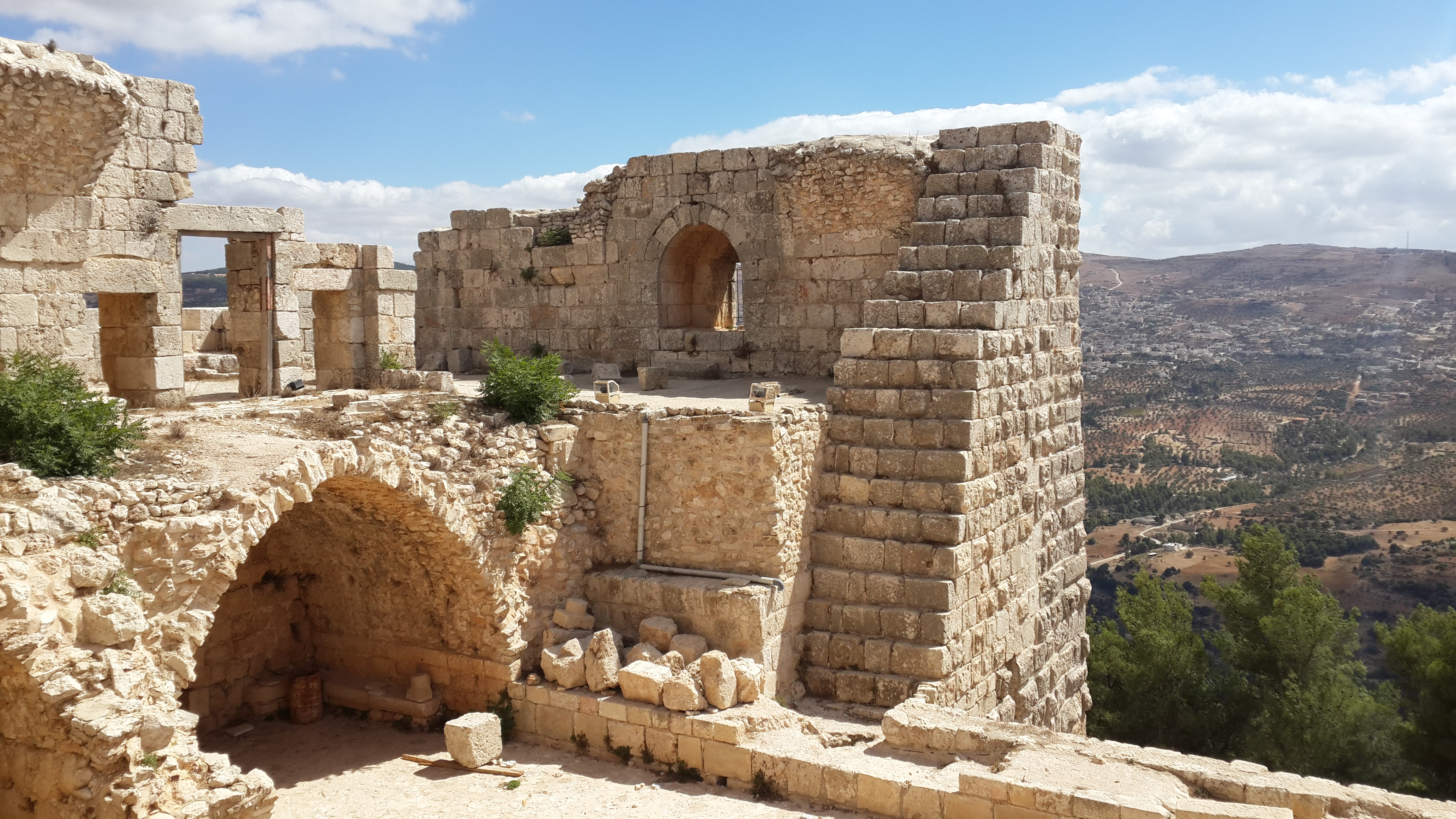

محافظة عجلون هي إحدى محافظات الأردن. تتميز محافظة عجلون بالطبيعة الجبلية متباينة الارتفاع وبتضاريسها الخلابة ومخزونها من الأشجار الحرجية الكثيفة وغابات اللزاب والسنديان وكذلك الطقس المعتدل صيفاً والبارد شتاءً حيث يعمل هذا المناخ على جذب السياحة على مدار السنة. بلغ عدد سكان المحافظة 181.000 ألف نسمة عام 2016.

## جغرافيا
تبلغ مساحة المحافظة 420 كم2، مشكلة بذلك ما نسبته (0.005%) من مساحة الأردن والبالغة 89.342 كم2، وبذا فهي تعتبر ثاني أصغر محافظات الأردن بعد محافظة جرش.
الموقع تقع محافظة عجلون في الركن الشمال الغربي من العاصمة وعلى بعد 76 كم حيث يحدها من الشمال محافظة إربد وتبعد 32 كم ومن الشرق محافظة جرش وتبعد 25 كم ومن الجنوب محافظة البلقاء وتبعد 72 كم ومن الغرب محافظة إربد (منطقة غور الأردن).

## المناخ
يبلغ معدل الهطول المطري في عجلون (750) ملم ومعدل درجات الحرارة (5) درجات شتاء، ومعتدل صيفا ومعدل درجات الحرارة (33) درجة صيفا. وتتميز بتضاريسهــا المختلفة فهناك المناطق المرتفعة والمناطق المنخفضة (الشفاغورية) حيث تختلف الارتفاعــات من (1240) م إلى (590) م فوق سطح البحر، الامـر الذي مكن المحافظة من أن تمتاز بتنوع الإنتاج الزراعي، وبجمال الطبيعـة.

## المعالم والمواقع التاريخية
1. قلعة عجلون:
سميت قلعة عجلون بقلعة «ابن فريح» أيام العثمانيين إشارة إلى قبيلة الفريحات «إحدى كبرى القبائل المتواجدة» التي حكمت تلك المنطقة لمئات السنين في ذلك الوقت، شيدت في عام 580هـ/1184 م وبناها عز الدين أسامة أحد قادة صلاح الدين الأيوبي وبنيت على أحد جبال بني عوف والتي تشرف على المعابر الرئيسه أهمها وادي كفرنجه ووادي راجب ووادي الريان ويعتبر موقعها استراتيجيا لأنها تسيطر على طرق المواصلات بين سوريا وجنوب الأردن وكان الهدف من بنائها رصد تحركات الصليبين من حصن كوكب الهواء واستغلال مناجم الحديد في جبال عجلون التي تسمى مغارة وردة وتدعم القلعة أربعة أبراج مربعة فتحت في جدرانها نوافذ صغيرة ضيقه للسهام وقد ضربت القلعة زلازل مدمرة في عامي 1837 م و 1927 وما زالت وزارة السياحة والآثار العامة تقوم بأعمال الصيانة والترميم وأعادت الجسر المعلق على الخندق عام 1980 وتطل القلعة على غور الأردن من بحيرة طبريا حتى البحر الميت.
2. موقع مار الياس:
تعتبر قرية لستب القريبة من موقع مار إلياس هي مسقط رأس (النبي الياس) تقع الكنيسة على تل تطل من الجبهة الغربية على بيسان وطبريا وجبل الشيخ وقد اعتمد موقع مار إلياس موقعا للحج حيث يحج إليها المسيحيون يوم 21/7 من كل عام وكذلك يحج إلى سيدة الجبل في عنجرة يوم 10/6 من كل عام.
وفيها أيضًا مسجد لستب الأثري، أحد أقدم مساجد الأردن التاريخية.
3. راجب:
أثناء التدريبات للقوات الخاصة اكتشف جلالة الملك عبد الله الثاني المعظم وعندما كان أميرا وقائدا للقوات الخاصة أرضيات فسيفساء وعلى إثر ذلك قامت وزارة السياحة والآثار العامة بإجراء الحفريات العلمية المنظمة اكتشف من خلالها كنائس بيزنطية تعود للقرن السادس الميلادي تزين أرضيتها كتابة الإهداء باللغة السريانية.
4. حلاوه:
تم اكتشاف موقع يدعى الطنطور وقامت وزارة السياحة والآثار العامة بالحفريات في الموقع وتم الكشف عن بناء ريفي استخدم ككنيسة في العصر البيزنطي (القرن السابع الميلادي) والملفت للنظر هوالعثور على كتابات يونانية تذكر اسم حلاوه القديم تزين صحن الكنيسة.
5- خربة الوهادنه:
وجد في الوهادنه لوحات فسيفسائية مما يدل على استيطان قديم لهذه القرية العريقة. وهناك بقايا أعمدة في مناطق قريبة من الوهادنة مثل صوفرا وهجيجة وقافصه وهناك مقام الصحابي عكرمة ابن أبي جهل شمال غرب الوهادنه 
وجد في الوهادنه لوحات فسيفسائية مما يدل على استيطان قديم لهذه القرية العريقة. وهناك بقايا أعمدة في مناطق قريبة من الوهادنة مثل صوفرا وهجيجة وقافصه وهناك مقام الصحابي عكرمة ابن أبي جهل شمال غرب الوهادنه
أما عن تاريخ سكانها فيقال أنهم من يقايا الصليبيين الذين كانوا ضمن الحملات الصليبية على المدينة المقدسة (بيت المقدس) والذين استقر بهم المقام في تلك المنطقة والتي مثلت منطقة جذب لطبيعة مناخها المتوسط واللطيف ولطبيعة المنطقة الزراعية ولغطائها النباتي بالإضافة إلى أن أوروبا كانت ما تزال تعيش عصور الظلام (اضطهاد المخالفين للكنيسة ومطاردة الساحرات وحرقهن وهن أحياء والعيش في عصر الإقطاعيين والعمل بالسخرة كل تلك الأمور ربما ساهمت ببقاء هؤلاء وجلهم من الطبقات الدنيا أو دون المتوسطة التي لم يكن تملك أراض أو اقطاعات في المنطقة دون أن يغادروها حيث تحول الكثير منهم إلى الإسلام (الدين الجديد) ومنهم من بقي على مسيحيته حيث نرى أن العديد من العوائل انقسمت إلى مسلسين ومسيحيين خصوصا في مدينة عجلون وفي شمال الأردن بشكل عام
6- الآثار في ديار عنجرة
هناك في عنجرة، توجد كثير من المواقع الأثرية، في البلدة، أو فيما حولها من مناطق، ذلك أن عنجرة كانت فيما مضى من الزمان، مدينة عامرة، قد تغيب أحيانا عن ساحة التاريخ، لكنها تعود بقوة، ورسوخ، وربما يكون تجديدها أيام الرومان والاهتمام بها آنذاك، جعلها حاضرة لتجمعات سكانية، ومناطق قريبة منها، في محيطها، مثل أم الجلود (جالودس)، والصالوص، وشمسين (شماسين)، والحزار، وسرابيس، والحنيش (هذه منطقة مليئة بالآثار)، والبدية، وهذه يمكن التوقف عندها للإشارة بأنه قد اكتشف فيها مجمع كنسي يعود للقرنين السادس والسابع الميلاديين، وهو ذو أرضية فسيفسائية ملونة، كما أنه كُشف فيه في موقع آخر عن كنيسة تعود إلى القرن السادس الميلادي، واتم اكتشاف أيضا مدافن رومانية وبيزنطية، إضافة إلى أنه وجد في الموقع آثار وأدوات فخارية ونقود تعود للعصور الرومانية، والإسلامية، وخاصة الفترات الأيوبية والمملوكية والعثمانية.

## التراث الشعبي
إن طبيعة العادات والتقاليد الخاصة بأبناء محافظة عجلون متشابهة كالمشاركة في الأفراح والأتراح والولائم وغيرها من المناسبات أهمها الأعراس التي تستمر عدة أيام يقدم فيها القهوة السادة والشاي كما يقام يوم الخميس من العرس حناء العريس والأغاني والدبكات وتقام الولائم الخاصة في هذه المناسبة وهي أكلة المنسف المشهورة.
ويسهل على الزائر التعرف على التراث الشعبي كالأزياء والأدوات القديمة وعدة الفارس فاللباس الشعبي يكمن بلباس النساء بالثوب الأسود الطويل المصنوع من الحرير أو المخمل ومنها ما هو مزين بالتطريز اليدوي الملون كما تضع الفتاة المنديل بينما تضع النساء العصبة أما لباس الرجال فيتميز بالثوب أو القمباز والعباءة وعلى رؤوسهم الحطة أو الشماغ والعقال، ومن صفاتهم: الجود والكرم العربي الأصيل وإكرام الضيف واحترامه والتمسك بالعادات والتقاليد النبيلة كما هو الحال لجميع الأردنين والعرب.

## الثروة الحرجية
تشتهر محافظة عجلون بأشجار الزيتون من مختلف أعماره فمنه ما يتجاوز عمره القرن مثل الرومي الذي سمي كذلك لأنه موجود منذ زمن الرومان وهو موجود بكثرة في الوهادنه وكفرنجة وكذلك النبالي الذي يتواجد بكثرة في الهاشمية (فارة قديما) وغيرها، ولا تمتلئ عجلون بأشجار الزيتون فقط، بل تمتلئ أيضاً باللوزيات والكرمة (العنب) والتين والتفاح، وكذلك الأشجار الحرجية: مثل أشجار اللزاب، أشجار السنديان، الأرز، الملول، القيقب، البطم، الزعرور، الخروب وغيرها الكثير.
وتتميز محافظة عجلون ذات الأشجار الكثيفة والمتعددة والمتنوعة بالثروة الحرجية حيث تبلغ المساحة الكلية للمناطق الحرجية 142.257 دونما، مساحة الحراج الطبيعي 91.000 دونم، مساحة الحراج الصناعي 21.000 دونم ومساحة المراعي 4.576 دونما.

## الثروة الحيوانية
تشتهر محافظة عجلون بالثروة الحيوانية الكثيرة المختلفة تبعا لاختلاف تضاريسها، وتنقسم الثروة الحيوانية في تلك المنطقة كغيرها من المناطق إلى حيوانات قابلة للترويض والاستفادة من خيراتها أو جهدها كالماعز والخراف البلدية والخيول الأصيلة وكذلك الأرانب والدجاج والديك الرومي (الحبش)، وحيوانات غير قابلة كالخفاش والحصيني (حيوان صغير الحجم يشبه الثعلب بشكله والحصان بصوته ولذلك سمي بهذا الاسم) وغيرها. ومن الممتع أنه عند وجودك هناك هو سماعك زقزقة العصافير في كل مكان وأنه يمكنك رؤية الطيور ذات الأشكال المتعددة تحلق في السماء أو ترسو في أماكنها المفضلة ومن تلك الطيور: الحمام والنسور والصقور والعصافير الصغيرة والحجل والبومة والكثير الكثير..

## محمية غابات عجلون
وهي إحدى المحميات التابعة للجمعية الملكية لحماية الطبيعة تأسست عام 1989م، بمساحة تبلغ 12كم وتقع على بعد 8 كم شمال غرب مدينة عجلون، وذلك بهدف الحفاظ على الأنواع النباتية والحيوانات البرية، ونشر الوعي البيئي في المنطقة والحفاظ على الأنواع المهددة بالانقراض. ويسود المحمية نمط نباتي يسمى نمط غابات السنديان مستديمة الخضرة، وأشجار القيقب والبطم والإجاص البري ومن الأزهار البرية شقائق النعمان واللوف وقرن الغزال (بخور مريم) والزنبق والسوسنة والسوداء والجعدة.

## الأشغال
يعتبر قطاع الأشغال العامة من القطاعات المهمة والفعالة في خدمة الوطن حيث تعتبر الطريق من أهم عناصر البنية التحتية التي يحتاجها الزائر للوصول للمواقع السياحية والأثرية بسهولة وتربط هذه المواقع بعضها ببعض شبكة طرق جيدة بينما يحتاج بعضها الآخر إلى توسعة وتحسين، فمنها ما هو طريق رئيسية بطول 51 كم وطرق ثانوية بطول 6.18 كم وطرق قروية بطول 7.29 كم وجميع هذه الطرق معبدة، أما الزراعية المعبدة فيبلغ طولها 235 كم.

## الخدمات السياحية
يوجد في المدينة خدمات سياحية تقدمها الفنادق كفندق قلعة الربض، فندق عجلون، استراحة عجلون السياحية (بونيتا)، استراحة اشتفينا، مطعم فندق قلعة الربض، قطاع الأدلاء السياحيين في ساحة القلعة، مكتب تأجير السيارات السياحية، متجر التحف الشرقية في ساحة القلعة، مؤسسة نهر الأردن (داخل استراحة بونيتا) لبيع التحف الشرقية والصناعات اليدوية.

## تقسيمات عجلون

### ديار وسط عجلون
تعداد السكان يصل 25 ألف نسمة
- عجلون "مركز المحافظة"
- عين جنة
- الطيارة
- اشتفينا
- محنا
- أم الينابيع
- النقب
- خلة سالم
- عويمر
- الزعترة
- أبو الزيتون
- الستب
- الجب
- كفر الدرة
- الصوان

### ديار خيط اللبن
وتشمل بلدية العيون والشفا....32 ألف نسمة
- عرجان
- حلاوة
- راسون
- باعون
- الهاشمية
- الوهادنة
- المرجم
- دير الصمادية
- أوصرة

### ديار عنجرة
وتشمل مدينة عنجره والديار التابعة لها/الصفا....31-32 ألف نسمة
- الشكارا
- الفاخرة
- الساخنة
- السرابيس
- أم الخشب
- الجبل الأخضر
- جبل أم الدرج
- الصفصافة
- خشيبة الفوقا
- الحنش
- خلة وردة
- الحزار
- الزراعة
- الزيزفونه
- خربة السوق

### بلدية الجنيد
وتشمل قرى قضاء صخرة....24 ألف نسمة
- صخرة
- عبين
- عبلين
- دير البرك
- سامتا
- رأس منيف

### لواء كفرنجة
تعداد السكان 31 ألف نسمة
- كفرنجة
- راجب
- بلاص
- السفينة
- عين البستان
- الحرث
- دحوس
- البركة
- أم الرمل
- مريمين
- خلة السمرة
- كعب الملول
- الشطورة
- المشيرفة
- العقدة
- نمر
- النوبة

## المواقع الاثرية
- قلعة عجلون
- كنائس مار إلياس
- راجب
- حلاوة
- محمية عجلون
- موقع الطنطور
- المسجد الجامع
- وادي الطواحين

## صور من عجلون

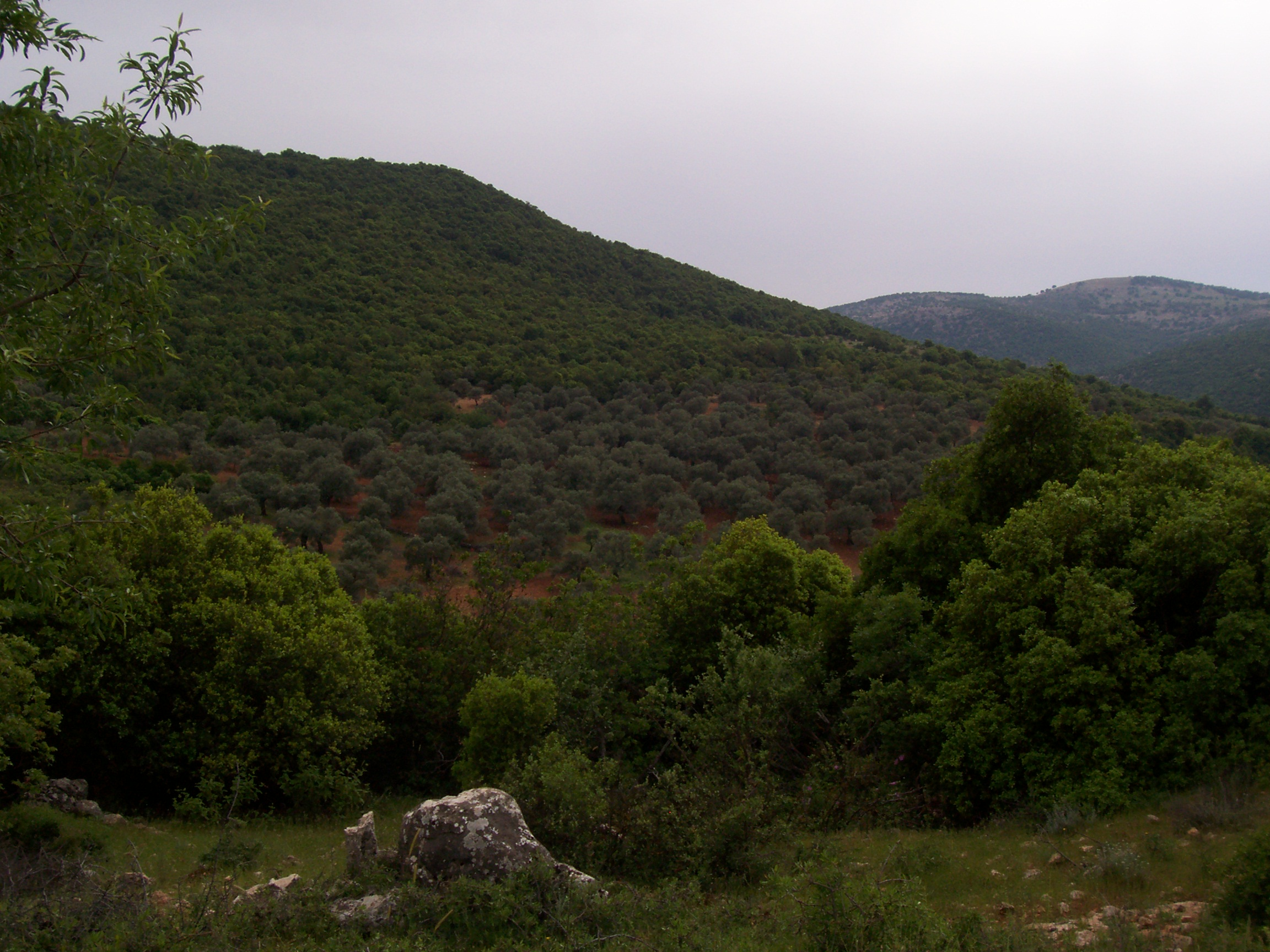
جبال عجلون العز
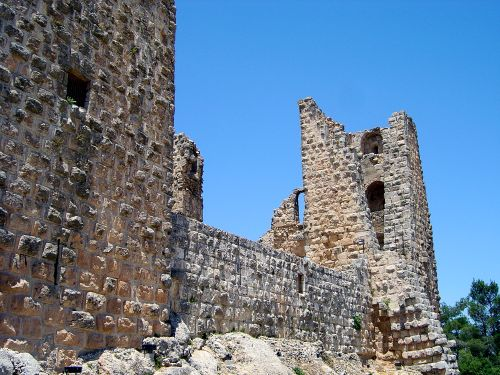
قلعة عجلون
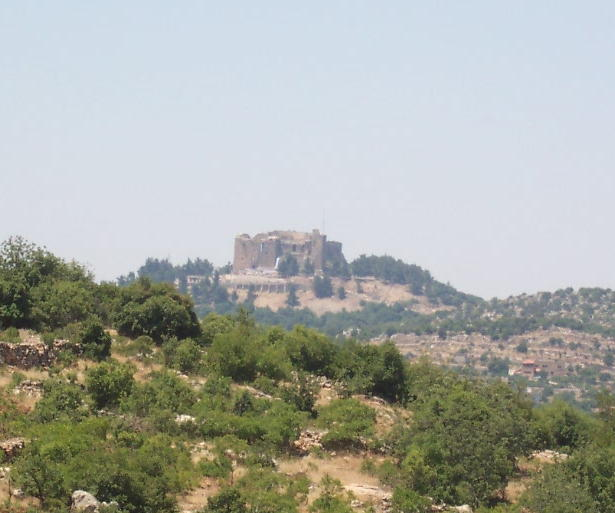
قلعة عجلون
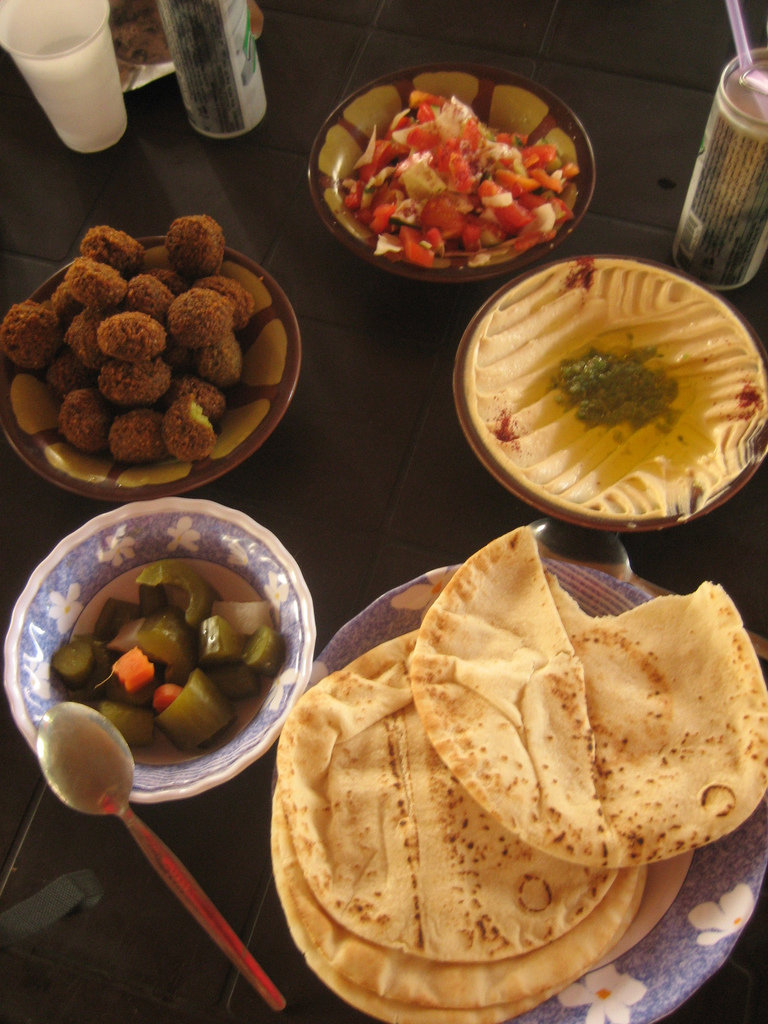
فطور في عجلون
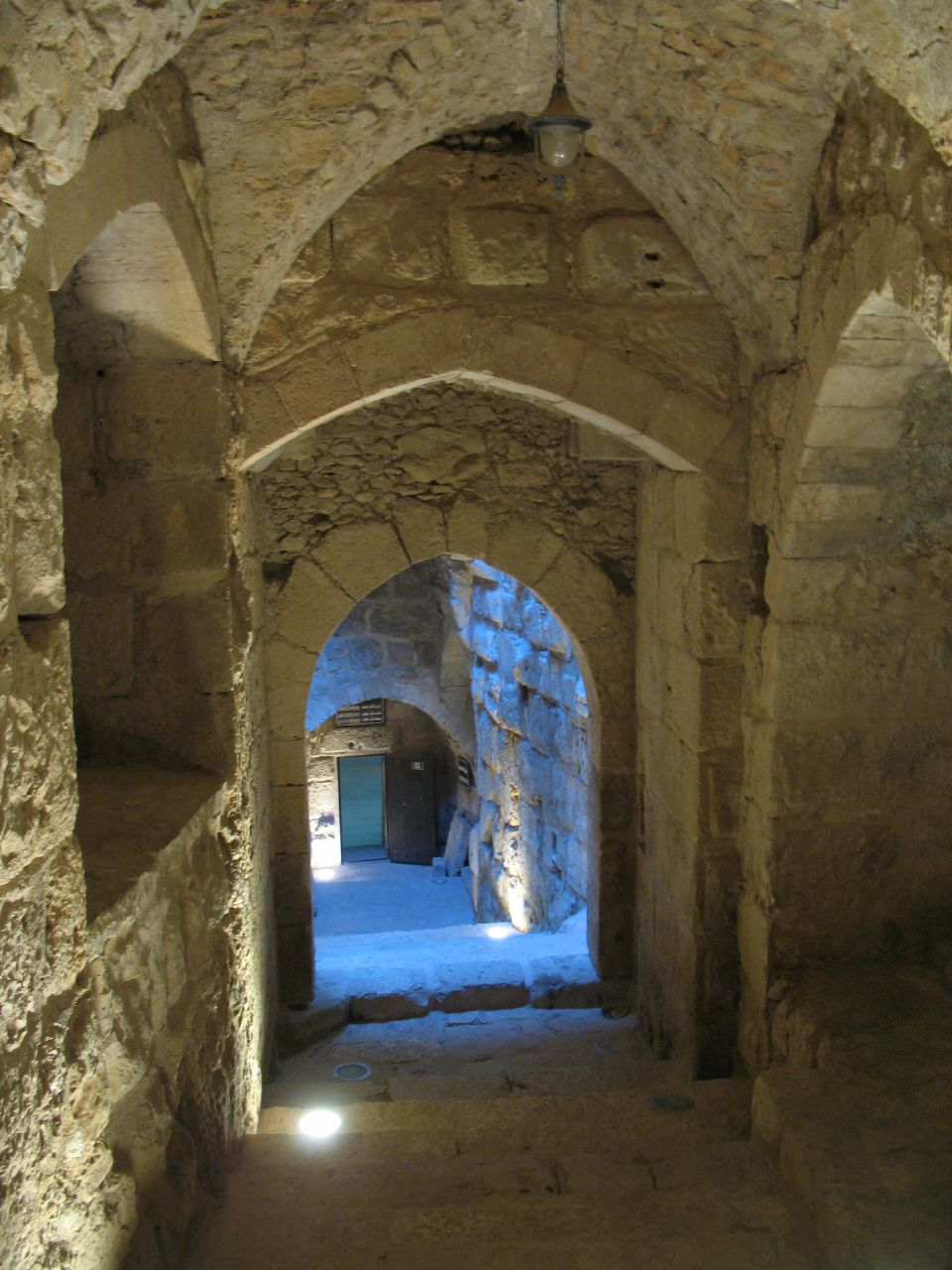
قلعة عجلون من الداخل
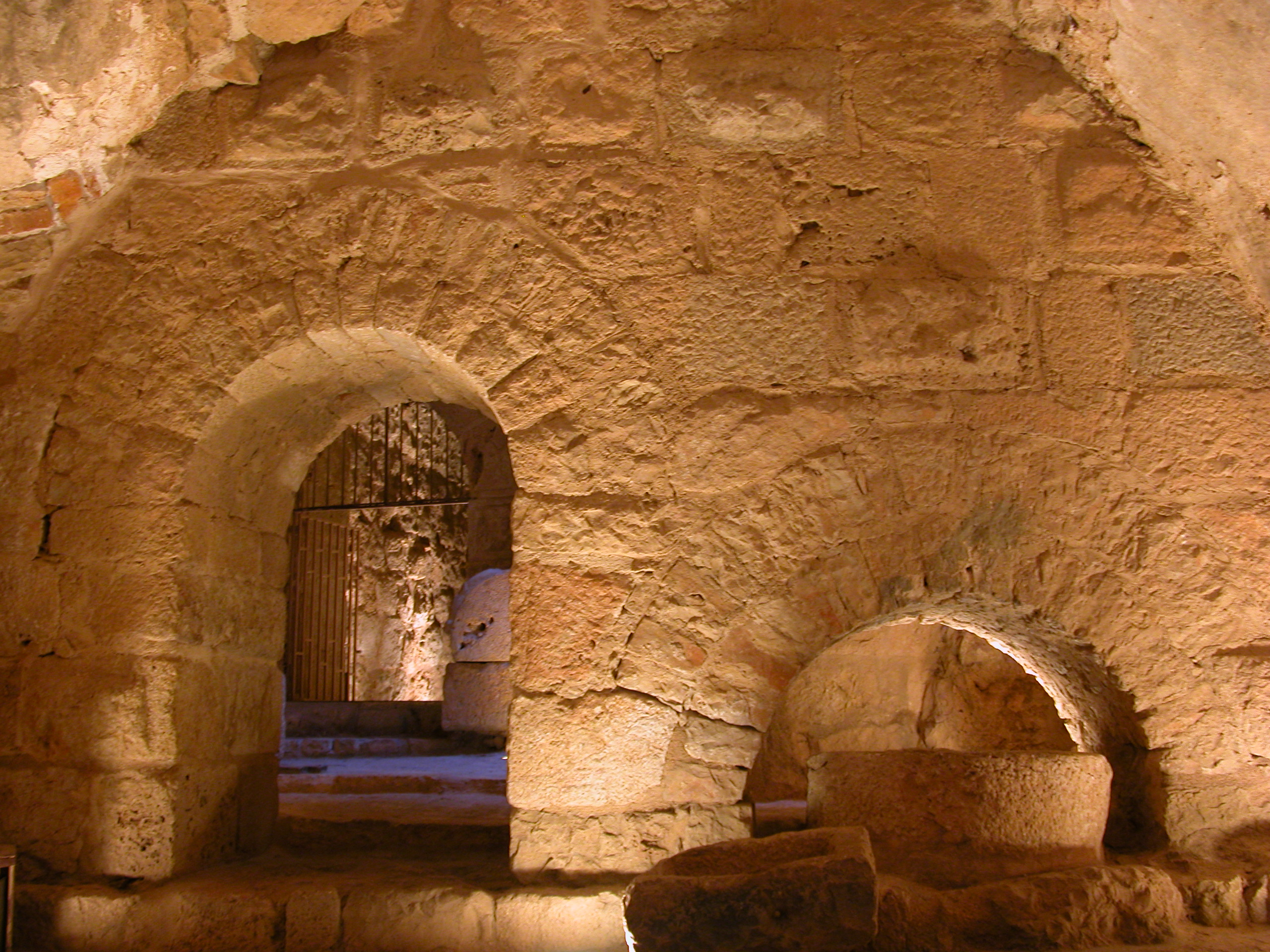
قلعة عجلون من الداخل
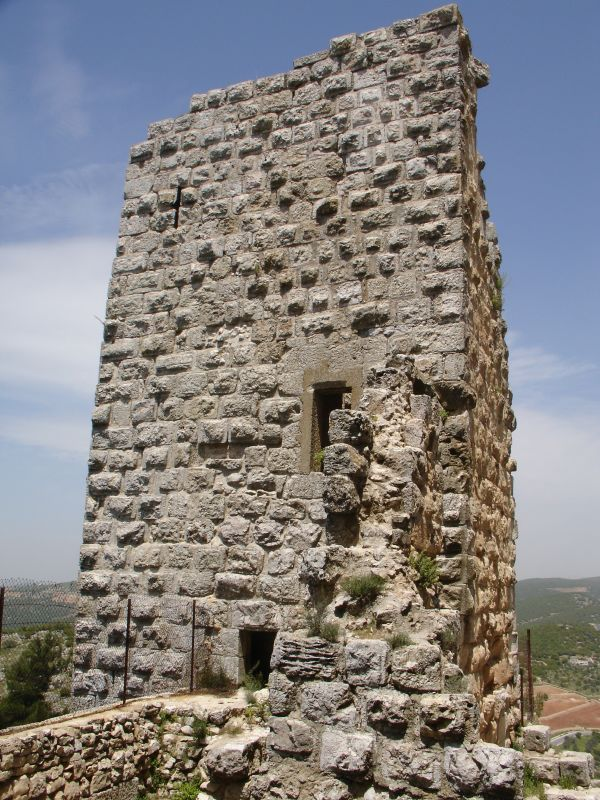
أحد ابراج المراقبة في القلعة
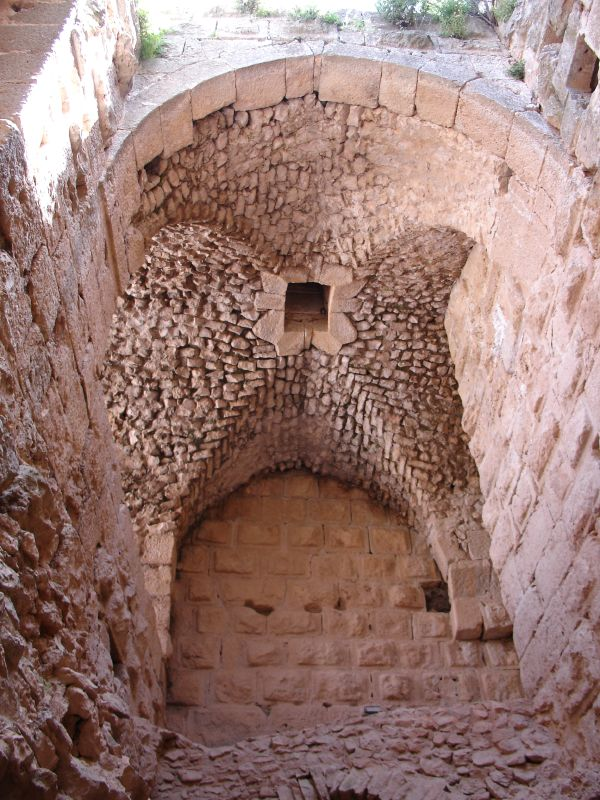
قلعة عجلون السقف
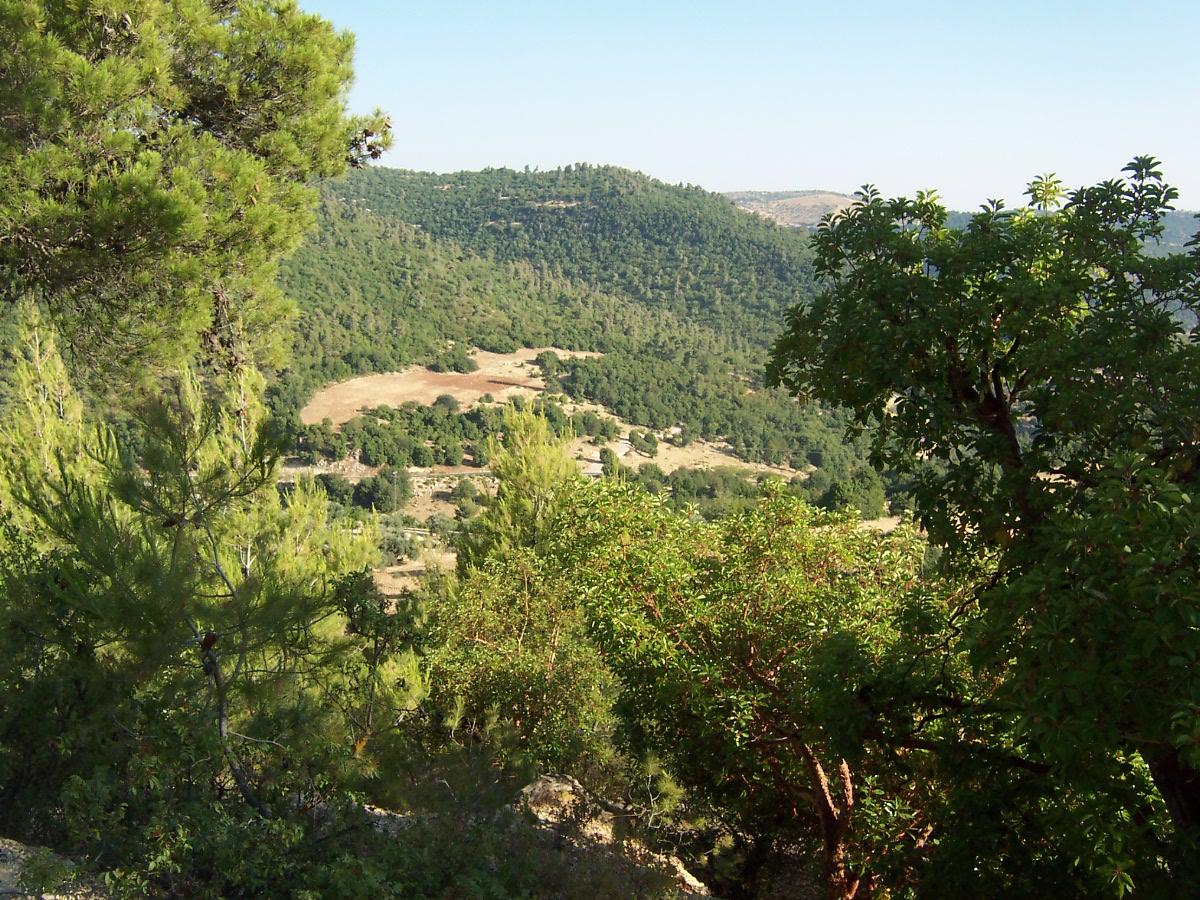
غابات عجلون
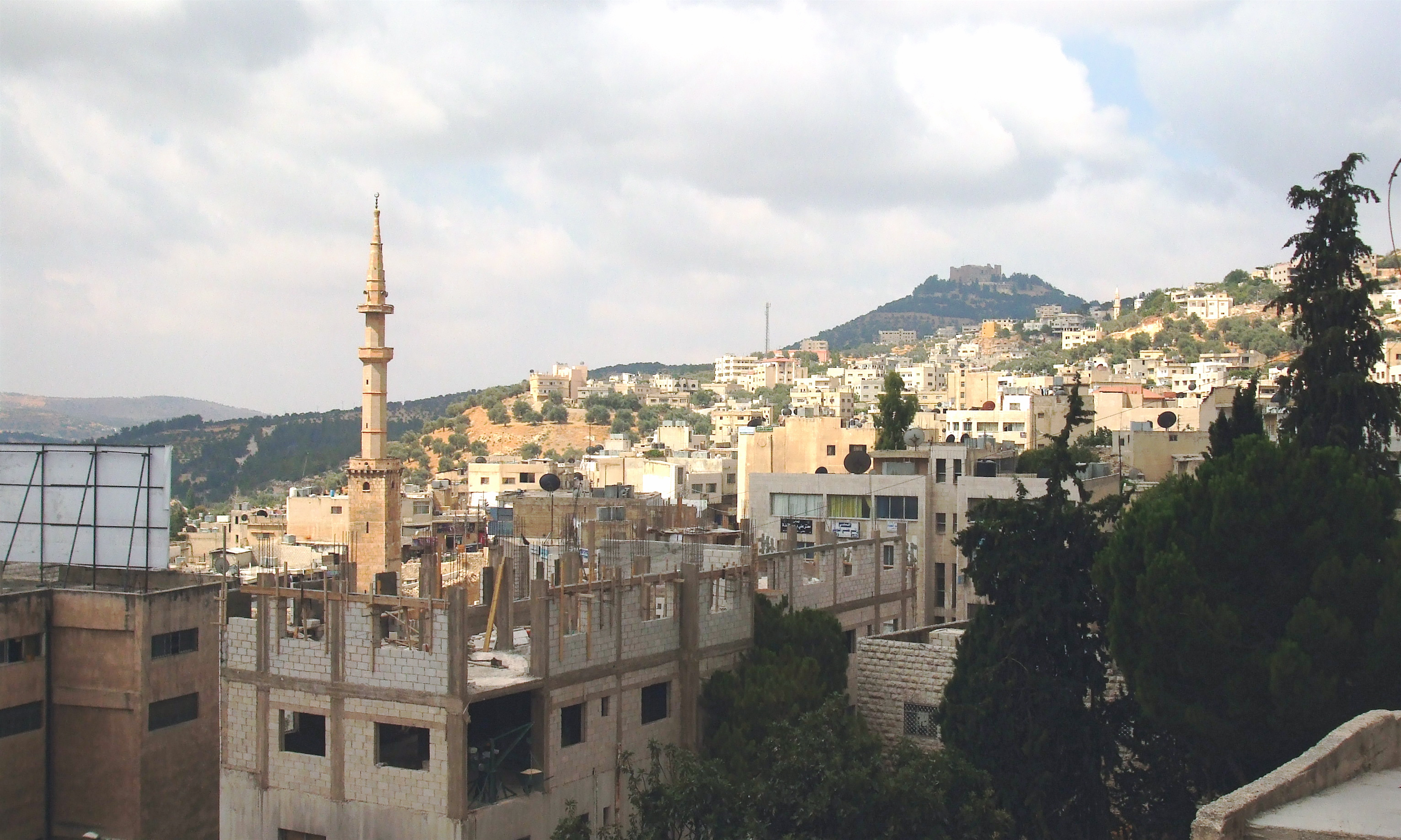
مركز المحافظة
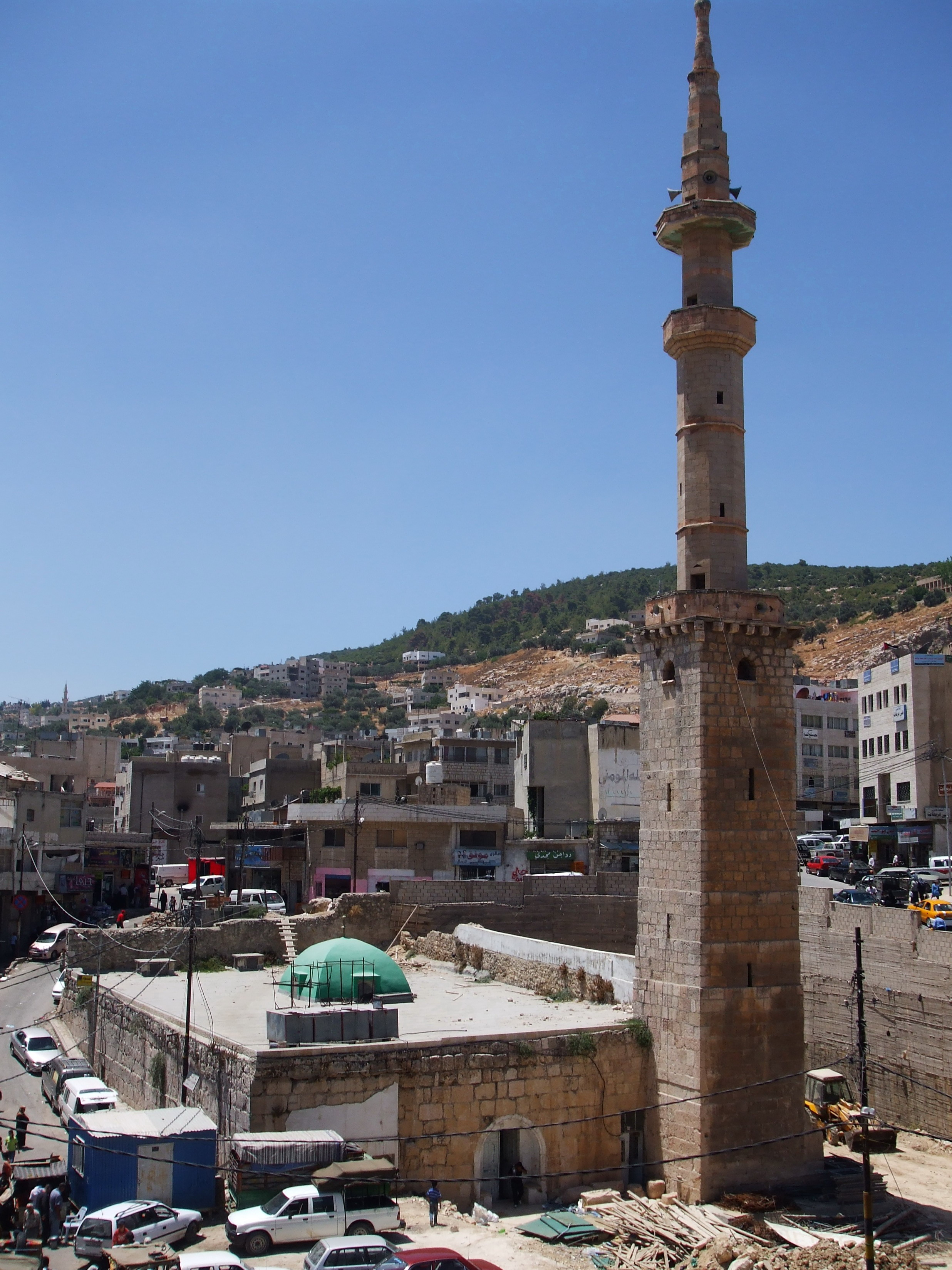
مسجد عجلون الكبير الذي يعود تاريخه إلى سبع قرون ونصف القرن.